# Margit Stumpp

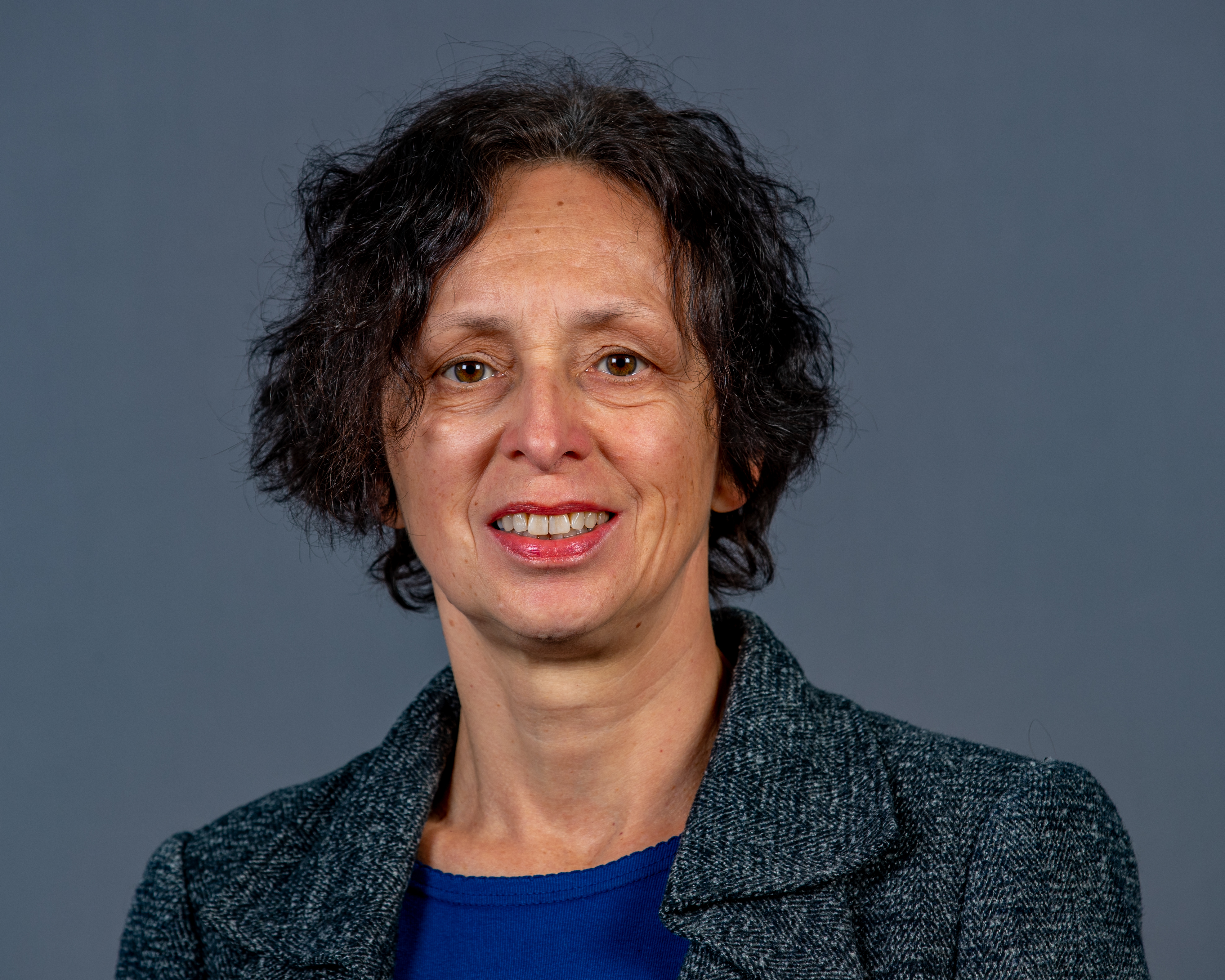
Stumpp

Margit Stumpp (nascida em 13 de abril de 1963) é uma política alemã (Aliança 90 / Os Verdes). Ela é membro do Bundestag, o parlamento alemão, desde as eleições federais alemãs de 2017.
Stumpp nasceu em Mengen. Depois de se formar em economia doméstica, ela estudou engenharia de precisão e trabalhou como engenheira e professora. Stumpp é membro da Europa-Union Deutschland.

## Vida pessoal
Stumpp é casada e tem dois filhos.